# أنوك ليبير
أنوك ليبير (ولدت في أنتويرب، فلاندرز، 13 فبراير 1979) عارضة أزياء بلجيكية.

## روابط خارجية
- أنوك ليبير على موقع IMDb (الإنجليزية)
- أنوك ليبير على موقع قاعدة بيانات الفيلم (الإنجليزية)
- أنوك ليبير على موقع دليل عارضات الأزياء (الإنجليزية)
- Anouck Lepere videos at WN